# Arundinoideae
Az Arundinoideae a perjefélék családjának egyik alcsaládja. Ide tartozik például az olasznád és a közönséges nád is.

## Nemzetségek
Az Arundinoideae alcsaládba tartozó nemzetségcsoportok és nemzetségek a következők:
- Amphipogoneae nemzetségcsoport
- Amphipogon
- Diplopogon
- Aristideae nemzetségcsoport
- Aristida
- Sartidia
- Stipagrosti
- Arundineae nemzetségcsoport
- Arundo
- Dichaetaria
- Gynerium
- Hakonechloa
- Molinia
- Phragmites
- Thysanolaena
- Cyperochloeae nemzetségcsoport
- Cyperochloa
- Danthonieae nemzetségcsoport
- Alloeochaete
- Centropodia
- Chaetobromus
- Chionochloa
- Cortaderia
- Crinipes
- Danthonia
- Danthonidium
- Dregeochloa
- Duthiea
- Elytrophorus
- Erythranthera
- Habrochloa
- Karroochloa
- Lamprothyrsus
- Merxmuellera
- Metcalfia
- Monachather
- Monostachya
- Nematopoa
- Notochloë
- Pentameris
- Pentaschistis
- Phaenanthoecium
- Plinthanthesis
- Poagrostis
- Prionanthium
- Pseudodanthonia
- Pseudopentameris
- Pyrrhanthera
- Rytidosperma
- Schismus
- Sieglingia
- Styppeiochloa
- Tribolium
- Urochlaena
- Zenkeria
- Eriachneae nemzetségcsoport
- Eriachne
- Pheidochloa
- Micrairieae nemzetségcsoport
- Micraira
- Spartochloeae nemzetségcsoport
- Spartochloa
- Steyermarkochloeae nemzetségcsoport
- Arundoclaytonia
- Steyermarkochloa

## Fordítás
Ez a szócikk részben vagy egészben  az   Arundinoideae című angol Wikipédia-szócikk ezen változatának fordításán alapul.  Az eredeti cikk szerkesztőit annak laptörténete sorolja fel. Ez a jelzés csupán a megfogalmazás eredetét és a szerzői jogokat jelzi, nem szolgál a cikkben szereplő információk forrásmegjelöléseként.